# Terminus Longueuil
Pour les articles homonymes, voir Longueuil (homonymie).
Le terminus Longueuil est un terminus métropolitain de l'Autorité régionale de transport métropolitain situé dans la ville du même nom. Il sert de plateforme de correspondance entre les autobus du Réseau de transport de Longueuil, de plusieurs secteurs de l'organisme Exo et la station Longueuil–Université-de-Sherbrooke de la ligne jaune du métro de Montréal. Avec ses 41 quais et 1 838 places de stationnement, il est le terminus d'autobus le plus imposant et le plus achalandé de la grande région de Montréal.

## Métro de Montréal
Une correspondance s'effectue avec la ligne 4 - jaune par la station Longueuil–Université-de-Sherbrooke.

## Autobus

### Réseau de transport de Longueuil
Le 21 août 2023, le Réseau de transport de Longueuil (RTL) a redessiné son réseau d'autobus en fonction de la correspondance avec les nouvelles stations du Réseau express métropolitain (REM). Certaines lignes d'autobus qui avaient eu un rabattement au terminus Centre-ville sont redirigée vers les stations Panama et Brossard du REM.
| Circuit | Circuit                                           | Destinations                                                                                               | Quai | Notes |
| ------- | ------------------------------------------------- | --- | ---- | --- |
| 1       | Desaulniers / Victoria / Windsor                  | Saint-Hubert Parc Gérard-Philipps                                                                          | 33   | |
| 3       | Secteur Laflèche                                  | Saint-Hubert Diane / Montgomery                                                                            | 12   | |
| 4       | Taschereau / Payer / DIX30                        | Brossard Station Brossard (via la station Du Quartier)                                                     | 14   | |
| 6       | Victoria                                          | Brossard Station Panama (via la gare Saint-Lambert)                                                        | 18   | |
| 8       | ch. Chambly / Cousineau / Promenades St-Bruno     | Saint-Bruno-de-Montarville Promenades Saint-Bruno                                                          | 39   | |
| 9       | Secteurs L-M St-Hubert                            | Saint-Hubert Martineau / de Chambly                                                                        | 12   | Service de pointe                                                                                              |
| 10      | Roland-Therrien / Belcourt                        | Le Vieux-Longueuil Boucher / Belcourt                                                                      | 36   | Service de fin de semaine                                                                                      |
| 13      | Riverside / Secteurs P-V Brossard                 | Brossard Station Panama                                                                                    | 19   | |
| 14      | Rome / DIX30                                      | Brossard Station Brossard (via la station Panama)                                                          | 29   | Service en semaine de 6 h 24 à 18 h 17                                                                         |
| 15      | Riverside / Alexandra / Churchill                 | Brossard Station Panama                                                                                    | 30   | |
| 16      | Nobert / King-George / Adoncour                   | Le Vieux-Longueuil Centre de formation professionnelle Pierre-Dupuy                                        | 8    | |
| 17      | Roland-Therrien / Roberval                        | Le Vieux-Longueuil Roland-Therrien / des Ormeaux                                                           | 35   | Service de fin de semaine                                                                                      |
| 19      | Davis                                             | Saint-Hubert Prince-Charles / Davis                                                                        | 11   | |
| 20      | Jean-Paul-Vincent / Beauharnois                   | Le Vieux-Longueuil Béliveau / Jacques-Cartier Est                                                          | 10   | |
| 21      | Grande-Allée / du Quartier                        | Brossard Place de Java (via la station Du Quartier)                                                        | 15   | |
| 23      | Ste-Hélène / Jacques-Cartier                      | Le Vieux-Longueuil du Tremblay / Bédard                                                                    | 26   | Service du lundi au samedi                                                                                     |
| 25      | Parcs industriels Vieux-Longueuil et Boucherville | Boucherville Groupe AFFI Logistique                                                                        | 3    | |
| 28      | ch. Chambly / Savane / ENA                        | Saint-Hubert École nationale d'aérotechnique Pratt & Whitney Canada                                        | 39   | Pas de service en fin de soirée. Le trajet de certains départs est prolongé jusqu'à Pratt & Whitney en pointe. |
| 29      | Collectivité Nouvelle                             | Le Vieux-Longueuil Marie-Victorin / de l'Église                                                            | 27   | |
| 54      | Tiffin / St-Georges / Taschereau                  | Brossard Station Panama                                                                                    | 13   | |
| 71      | Curé-Poirier                                      | Le Vieux-Longueuil Curé-Poirier / Roland-Therrien                                                          | 16   | |
| 73      | Joliette / de Lyon                                | Le Vieux-Longueuil Rue de Fontainebleau Sud                                                                | 37   | |
| 74      | St-Laurent / Secteur Bellerive                    | Le Vieux-Longueuil d'Auvergne / De Gentilly Est                                                            | 25   | |
| 75      | Quinn / Brébeuf                                   | Le Vieux-Longueuil Maréchal / de Chatham                                                                   | 34   | |
| 76      | Roland-Therrien / Roberval                        | Le Vieux-Longueuil Roland-Therrien / Roberval Est                                                          | 36   | |
| 78      | Adoncour / du Colisée                             | Le Vieux-Longueuil Curé-Poirier Est / Jacques-Cartier Est                                                  | 29   | Service de pointe                                                                                              |
| 80      | De Montarville / Carrefour de la Rive-Sud         | Boucherville Carrefour de la Rive-Sud (via le terminus de Montarville)                                     | 1    | |
| 81      | du Fort-St-Louis / Marie-Victorin                 | Boucherville de la Barre / Marie-Victorin                                                                  | 3    | |
| 82      | Marie-Victorin / du Fort-St-Louis                 | Boucherville Terminus de Montarville                                                                       | 1    | Service de pointe                                                                                              |
| 83      | De Montarville / Samuel-De Champlain              | Boucherville de la Barre / Marie-Victorin                                                                  | 2    | |
| 84      | Samuel-De Champlain / De Montarville              | Boucherville de la Barre / Marie-Victorin                                                                  | 2    | Service en semaine                                                                                             |
| 85      | Îles-Percées / de Mortagne / de Gascogne          | Boucherville de Gascogne / de Picardie (via le terminus de Montarville)                                    | 1    | Service de pointe                                                                                              |
| 88      | ch. Chambly / Mountainview                        | Saint-Hubert Kimber / Léonard                                                                              | 40   | |
| 98      | Parc industriel St-Bruno / Parent                 | Boucherville Rue Parent (devant Stelpro)                                                                   | 24   | Service en semaine de 6 h 14 à 9 h 17, à 14 h 40 et à 23 h 6                                                   |
| 99      | Promenades St-Bruno / Saint-Bruno-de-Montarville  | Saint-Bruno-de-Montarville Seigneurial Ouest / Sir-Wilfried-Laurier Est (via les Promenades St-Bruno)      | 24   | |
| 120     | Fernand-Lafontaine / stationnement de Mortagne    | Boucherville Stationnement incitatif de Mortagne                                                           | 10   | Service de pointe                                                                                              |
| 123     | Jacques-Cartier / Parcs industriels               | Le Vieux-Longueuil Marie-Victorin / de l'Église                                                            | 26   | |
| 125     | Pratt & Whitney / Lumenpulse                      | Le Vieux-Longueuil Centre administratif du RTL                                                             | 10   | Service de pointe                                                                                              |
| 128     | Zone aéroportuaire / Parc industriel St-Bruno     | Boucherville Rue Parent (devant Stelpro)                                                                   | 40   | Service de pointe                                                                                              |
| 161     | R.-Therrien / J.-Cartier / De Montarville         | Boucherville Terminus de Montarville                                                                       | 36   | Pas de service en fin de soirée                                                                                |
| 180     | De Montarville / des Sureaux                      | Boucherville Rue des Sureaux (via le terminus de Montarville)                                              | 1    | Service de pointe                                                                                              |
| 185     | Ampère / Gay-Lussac                               | Boucherville de Gascogne / de Picardie                                                                     | 3    | Serivce de pointe                                                                                              |
| 199     | Seigneurial / Grand Boulevard                     | Saint-Bruno-de-Montarville Sir-Wilfrid-Laurier Ouest / Seigneurial Ouest                                   | 24   | Service de pointe                                                                                              |
| 261     | Bus des îles                                      | Boucherville Parc national des Îles-de-Boucherville                                                        | 41   | Service estival                                                                                                |
| 298     | Sépaq St-Bruno                                    | Saint-Bruno-de-Montarville Parc national du Mont-Saint-Bruno                                               | 41   | Service estival                                                                                                |
| 299     | SkiBus                                            | Saint-Bruno-de-Montarville Ski Saint-Bruno (via le Parc national du Mont-Saint-Bruno)                      | 41   | Service hivernal                                                                                               |
| 410     | Express Roland-Therrien / Belcourt                | Le Vieux-Longueuil Boucher / Belcourt                                                                      | 35   | Service en semaine                                                                                             |
| 417     | Express Roland-Therrien / Roberval                | Le Vieux-Longueuil Roland-Therrien / des Ormeaux                                                           | 35   | Service en semaine                                                                                             |
| 421     | Grande-Allée / A.-Frappier                        | Saint-Hubert Parc industriel de Saint-Hubert                                                               | 15   | Service en semaine                                                                                             |
| 428     | Zone aéroportuaire / Agence Spatiale              | Saint-Hubert Agence spatiale canadienne (via la gare Longueuil–Saint-Hubert et l'aéroport de Saint-Hubert) | 40   | |
| 442     | Cousineau / Pacific                               | Saint-Hubert Rue Pacific                                                                                   | 39   | Service de pointe                                                                                              |

### Exo Chambly-Richelieu-Carignan
Le 31 juillet 2023, Exo a modifié son réseau d'autobus en fonction de la correspondance avec le Réseau express métropolitain (REM) à Brossard.
| Circuit | Circuit                                           | Destinations                                                                   | Quai | Notes                                                                                  |
| ------- | ------------------------------------------------- | ------------------------------------------------------------------------------ | ---- | -------------------------------------------------------------------------------------- |
| 680     | Chambly - Terminus Longueuil                      | Chambly Terminus Chambly                                                       | 20   | Service de fin de semaine                                                              |
| 681     | Chambly - Terminus Longueuil - Cégep É.-Montpetit | Chambly Terminus Chambly Centre sportif Robert-Lebel (via le terminus Chambly) | 20   | Service en semaine. Certains départs de pointe se terminent devant l'aréna de Chambly. |

### Exo Le RichelainetRoussillon
Le 31 juillet 2023, Exo a modifié son réseau d'autobus en fonction de la correspondance avec le Réseau express métropolitain (REM) à Brossard.
| Circuit | Circuit                                                  | Destinations                                                                               | Quai | Notes             |
| ------- | -------------------------------------------------------- | ------------------------------------------------------------------------------------------ | ---- | ----------------- |
| 550     | La Prairie - Longueuil (Cégep É.-Montpetit)              | La Prairie Terminus La Prairie                                                             | 23   | Service de pointe |
| 551     | Candiac - Longueuil (Cégep É.-Montpetit)                 | Candiac Terminus Montcalm-Candiac                                                          | 23   | Service de pointe |
| 555     | Delson - Longueuil (Cégep É.-Montpetit)                  | Delson Terminus Georges-Gagné                                                              | 23   | Service de pointe |
| 651     | Delson - Candiac - La Prairie - Term. Panama - Longueuil | Delson Terminus Georges-Gagné (via le terminus La Prairie et le terminus Montcalm-Candiac) | 23   |                   |

### Exo Sorel-Varennes
| Circuit | Circuit                                        | Destinations                                                                            | Quai | Notes                     |
| ------- | ---------------------------------------------- | --------------------------------------------------------------------------------------- | ---- | ------------------------- |
| 700     | Sorel-Tracy - Longueuil                        | Sorel-Tracy Terminus de Sorel                                                           | 5    |                           |
| 701     | Contrecœur - Longueuil                         | Contrecœur Terminus Contrecœur                                                          | 5    |                           |
| 707     | Contrecœur - Varennes (Jean-Coutu) - Longueuil | Contrecœur Terminus Contrecœur                                                          | 5    | Service de pointe         |
| 709     | Contrecœur - Longueuil                         | Contrecœur Terminus Contrecœur                                                          | 5    | Service de pointe         |
| 710     | Verchères - Longueuil                          | Verchères Duvernay / Calixa-Lavallée                                                    | 5    | Service de pointe         |
| 720     | Varennes - Longueuil                           | Varennes d'Youville / Marie-Victorin (via le stationnement incitatif Jules-Phaneuf)     | 4    |                           |
| 721     | Varennes - Longueuil                           | Varennes d'Youville / Marie-Victorin (via le stationnement incitatif Jules-Phaneuf)     | 4    | Service de pointe         |
| 722     | Varennes - Longueuil                           | Varennes René-Gaultier / Charles-Primeau (via le stationnement incitatif Jules-Phaneuf) | 4    | Service de pointe         |
| 723     | Varennes (IREQ) - Longueuil                    | Varennes Institut de recherche d'Hydro-Québec                                           | 4    | Service en semaine        |
| 730     | Saint-Amable - Longueuil                       | Saint-Amable Principale / Auger                                                         | 4    | Service en semaine        |
| 731     | Saint-Amable - Longueuil                       | Saint-Amable Jeannine / Principale                                                      | 4    | Service en semaine        |
| 732     | Saint-Amable - Longueuil                       | Saint-Amable Jeannine / Principale                                                      | 4    | Service en semaine        |
| 733     | Saint-Amable - Longueuil (Express)             | Saint-Amable Principale / Coursol                                                       | 4    | Service de point du matin |

### Exo Vallée du Richelieu
| Circuit | Circuit                                   | Destinations                                                                                                  | Quai | Notes             |
| ------- | ----------------------------------------- | --- | ---- | ----------------- |
| 200     | Saint-Hyacinthe - Longueuil               | Saint-Hyacinthe Terminus Saint-Hyacinthe (via les gares Saint-Basile-le-Grand et McMasterville)               | 31   |                   |
| 201     | ExpressO - Mont-Saint-Hilaire - Longueuil | Mont-Saint-Hilaire des Patriotes Sud / Place du Manoir (via les gares Saint-Basile-le-Grand et McMasterville) | 31   | Service de pointe |

### Exo Sainte-Julie
| Circuit | Circuit                                    | Destinations                                                                            | Quai | Notes                     |
| ------- | ------------------------------------------ | --------------------------------------------------------------------------------------- | ---- | ------------------------- |
| 325     | Express Longueuil - Cégep                  | Sainte-Julie Terminus Sainte-Julie (via le Cégep Édouard-Montpetit)                     | 20   | Service en semaine        |
| 330     | Express Longueuil - CFP - Cégep            | Sainte-Julie Terminus Sainte-Julie (via le Cégep Édouard-Montpetit et CFP Pierre-Dupuy) | 20   | Service de pointe         |
| 340     | Express Longueuil - Promenades Saint-Bruno | Sainte-Julie Terminus Sainte-Julie                                                      | 20   | Service de fin de semaine |
| 350     | Express Longueuil                          | Sainte-Julie Terminus Sainte-Julie                                                      | 20   |                           |

### Autres sociétés d'autobus
Le terminus Longueuil dessert également sur les quais 6 et 7 des circuits d'autobus privés de Orléans Express et Transdev Limocar
| Transporteur    | Destinations |
| --------------- | --- |
| Orléans Express | - Québec via Sainte-Foy |
| Limocar         | - Sherbrooke express via Bromont, Magog - Sherbrooke local via Rougemont, Saint-Césaire, Saint-Paul-d'Abbotsford, Granby, Bromont, Waterloo, Stukely-Sud, Eastman et Magog |